# ويليام برنارد زيف الأب
كان ويليام برنارد «بيل» زيف الأب (1 أغسطس 1898 – 20 ديسمبر 1953) مديرًا تنفيذيًا ومؤلفًا أمريكيًا للنشر.

## السيرة الشخصية
ولد زيف في الأول من أغسطس عام 1898. توفي في 20 ديسمبر 1953. أسس زيف وبرنارد جورج ديفيس، ناشر المجلة، شركة شركة زيف ديفيس خلال عام 1927. بعد وفاته، في عام 1953، خلفه ابنه بيل زيف الابن في الشركة.

## آراء سياسية
صار زيف أحد أبرز المؤيدين الأمريكيين للصهيونية التصحيحية لكونه من أصل يهودي، وبدافع من قوة ألمانيا النازية خلال الثلاثينيات. وخلال عام 1935، أقنعه أتباع الناطق الصهيوني التصحيحي زئيف جابوتينسكي بقبول رئاسة منظمة الصهاينة التصحيحيين لأمريكا رغم استقالته بعد عام واحد، لعدم ارتياحه لدوره كمسؤول تنظيمي يهودي. ظل زيف ناشطًا في السياسة الصهيونية وأثار جدلًا حول ما إذا كان قد كتب خلال عام 1938 نقدًا للسياسة البريطانية في الأرض المقدسة بعنوان اغتصاب فلسطين. أعلنت وزارة الخارجية البريطانية الكتاب «عنيفًا ومهينًا» وراقبت زيف بعد ذلك.

## الحياة الشخصية
في 25 يوليو 1923، تزوج دينيا فيشر (1902-1993). لقد أنجبا ابنة واحدة، ثم انفصلا فيما بعد. تزوج زيف من أميليا ماري مورتون (1903-1980) وأنجب منها ثلاثة أطفال.